# Nappanee (Indiana)
Nappanee es una ciudad ubicada en el condado de Elkhart en el estado estadounidense de Indiana. En el Censo de 2010 tenía una población de 6.648 habitantes y una densidad poblacional de 618,66 personas por km².

## Geografía
Nappanee se encuentra ubicada en las coordenadas 41°26′42″N 85°59′47″O / 41.44500, -85.99639. Según la Oficina del Censo de los Estados Unidos, Nappanee tiene una superficie total de 10,75 km², de la cual 10,75 km² corresponden a tierra firme y 0 km² (0 %) es agua.

## Demografía
Según el censo de 2010, había 6.648 personas residiendo en Nappanee. La densidad de población era de 618,66 hab./km². De los 6.648 habitantes, Nappanee estaba compuesto por el 94,84% blancos, el 0,69% eran afroamericanos, el 0,3% eran amerindios, el 0,21% eran asiáticos, el 0,08% eran isleños del Pacífico, el 2,36% eran de otras razas y el 1,52% pertenecían a dos o más razas. Del total de la población el 6,17% eran hispanos o latinos de cualquier raza.